# 本山嗣朗
本山 嗣朗（もとやま しろう、1960年 - ）は、日本の元雑誌記者、編集者、著作家、僧侶。週刊パーゴルフ副編集長、日本ジャーナリスト専門学校講師を歴任。新潟県十日町市の福聚山長命寺住職。

## 来歴
新潟県松代町（現十日町市）出身。駒澤大学卒業。
月刊誌の出版社を経て、学習研究社の週刊パーゴルフ編集部に配属。1985年から編集記者としてプロツアーを中心にゴルフ界を取材。のちに週刊・月刊パーゴルフ副編集長となる。1996年、学習研究社を退社。
以降、旅行誌の編集長を務めながらフリーの編集記者として活動する。

## 著書
- 『ジャンボ尾崎の勝負魂』学習研究社　2008年10月[3][4]
- 『坂田塾、ゴルフ上達の方程式』学習研究社　2009年2月[5][6]